# Dug Dug
Dug Dug, alternative Schreibweise: Dug-Dug, ist eine Ortschaft und eine Parroquia rural („ländliches Kirchspiel“) im Kanton Paute der ecuadorianischen Provinz Azuay. Die Parroquia besitzt eine Fläche von 37,7 km². Die Einwohnerzahl lag im Jahr 2010 bei 1903. Die Parroquia wurde am 2. Februar 1990 gegründet.

## Lage
Die Parroquia Dug Dug liegt in der Cordillera Real im Nordosten der Provinz Azuay. Der Ort Dug Dug befindet sich auf einer Höhe von 2400 m, 6 km nordöstlich des Kantonshauptortes Paute oberhalb des linken Ufers des nach Osten fließenden Río Paute. Entlang der nördlichen Verwaltungsgrenze verläuft ein bis zu 3600 m hoher Bergkamm.
Die Parroquia Dug Dug grenzt im Osten an die Parroquia Tomebamba, im Süden an den Kanton Guachapala, im Südwesten an die Parroquia Paute, im Nordwesten an die Parroquia Bulán sowie im Norden an die Parroquia Taday (Kanton Azogues, Provinz Cañar). 